# Estados hausa

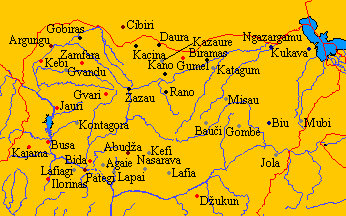
Principales ciudades del área hausa. Las fronteras modernas están en rojo.

Los Reinos Hausa, también conocidos como Reino Hausa o Hausalandia, fue un conjunto de ciudades estado independientes iniciados por el pueblo hausa, situados entre el río Níger y el lago Chad. (actual norte de Nigeria). Hausalandia se situaba entre los reinos sudaneses occidentales del La antigua Ghana y el Mali y los reinos sudaneses orientales del Kanem-Bornu. Hausalandia se configuró como región política y cultural durante el primer milenio de la era cristiana como resultado de la expansión hacia el oeste de los pueblos hausas. Llegaron a Hausalandia cuando el terreno se estaba convirtiendo de bosques a sabana. Comenzaron a cultivar cereales, lo que dio lugar a una población campesina más densa. Tenían una lengua, leyes y costumbres comunes. Los hausas eran conocidos por la pesca, la caza, la agricultura, la extracción de sal y la herrería.  
En el siglo XIV, el Kano se había convertido en la ciudad-estado más poderosa. Kano se había convertido en la base del comercio transahariano de sal, tela, cuero y grano. La historia oral hausa se refleja en la leyenda Bayajidda, que describe las aventuras del héroe bagdadí Bayajidda que culminan con la muerte de la serpiente en el pozo de Daura y el matrimonio con la reina local Magajiya Daurama. Se dice que Bayajidda llegó desde Bagdad (u otro lugar de Oriente Próximo) y fundó los estados hausa Según la leyenda, el héroe tuvo un hijo con la reina, Bawo, y otro con la criada de la reina, Karbagari. 
Aunque los estados hausas compartían el mismo linaje, la misma lengua y la misma cultura, los estados se caracterizaban por una feroz rivalidad entre ellos y cada uno buscaba la supremacía sobre los demás. Se hacían la guerra constantemente y a menudo colaboraban con los invasores en detrimento de sus estados hermanos, lo que dificultaba su fuerza colectiva.

## Historia de la fundación

### Leyenda sobre su origen
Los estados hausa se encontraban fuera de la gran ruta comercial transahariana y, por lo tanto, solo llamaron la atención de los geógrafos árabes en una etapa tardía. Sin embargo, su tradición oral es aún más pronunciada. De particular importancia es la leyenda de Bayajidda transmitida en la ciudad-estado de Daura, el centro tradicional de Hausalandia. Según ella, los habitantes de Daura habían emigrado desde el norte a través del Sahara desde Canaán y Palestina. Más tarde, el verdadero héroe fundador, Bayajidda, hijo de un rey del que se dice que huyó de Bagdad con sus tropas, llegó a través de Bornou a Daura. Llegó a la ciudad de noche solo en su caballo. Aquí mató a la peligrosa Serpiente del Pozo que gobernaba la ciudad. En agradecimiento por su heroica hazaña, la reina de la ciudad se casó con él. Engendró a su hijo Karbagari con una concubina que le dio la reina. Luego engendró a Bawo con la propia reina. Karbagari se convirtió en el progenitor de los "siete estados vanidosos / banza " y Bawo, junto con su hijo mayor Biram, el progenitor de los "siete estados Hausa". Incluso hoy, los habitantes de los "siete Hausa" se consideran a sí mismos los Hausa reales. De los "siete Banza", dos, Kebbi y Zamfara, se encuentran entre los estados de habla hausa, pero se consideran secundarios.

### Establecimiento de los Estados Hausa
En una forma modificada, la leyenda hausa corresponde a la historia bíblica de Abraham con adiciones históricas: la historia de la migración de la reina apunta a la partida de los deportados asirios y el episodio de Bayajidda a la huida del último rey asirio de Nínive al final del siglo VII a. C.[ 2 ] Dado que hausa es una de las lenguas chadianas, probablemente también haya una conexión con la difusión de esta rama del afroasiático. La fundación medieval de los estados Hausa, que en su mayoría se asume hoy en día, puede explicarse por la posición aislada de estos estados en relación con el comercio transahariano y la consiguiente indiferencia por parte de los geógrafos árabes. [3][cita requerida]
Además de la leyenda de Bayajidda, las diferentes tradiciones de origen de los estados individuales de Hausa, en particular los de Gobir, Katsina, Kano, Kebbi y Zamfara, indican que todas las dinastías originales de Hausa se remontan independientemente a emigrantes del Cercano Oriente. En el centro de Sudán, los inmigrantes se encontraron con representantes de sociedades segmentarias cuyo idioma debe considerarse como hablantes de Níger-Congo y que fueron expulsados o integrados en los nuevos estados en forma de Azna. [4][cita requerida]

### Los Siete Hausa y los Siete Estados de Banza
Los “siete estados Hausa” ( Hausa bakwai ) incluyen Biram, Daura, Kano, Zaria, Gobir, Katsina y Rano. Los "Siete estados de Banza" ( Banza bakwai ) incluyen los dos estados de habla hausa de Kebbi y Zamfara , así como otros cinco estados del sur cuyos nombres no son los mismos en todas las versiones de la leyenda de Bayajidda. Los cinco estados siguientes suelen mencionarse: Gurma, Borgu, Yawri , Nupe y Kwararrafa / Jukun. A veces también se menciona a Gwari y se omite a Gurma. La división de estos estados se ha explicado desde Heinrich Barth con el idioma hausa predominante. Sin embargo, seguía siendo un misterio por qué Kebbi y Zamfara, donde se hablaba hausa, no se contaban entre los estados hausa. Según una teoría más reciente del historiador de Bayreuth Dierk Lange, las tradiciones de los siete estados Hausa reales están formadas por inmigrantes israelitas y las de los siete estados Banza por inmigrantes mesopotámicos.

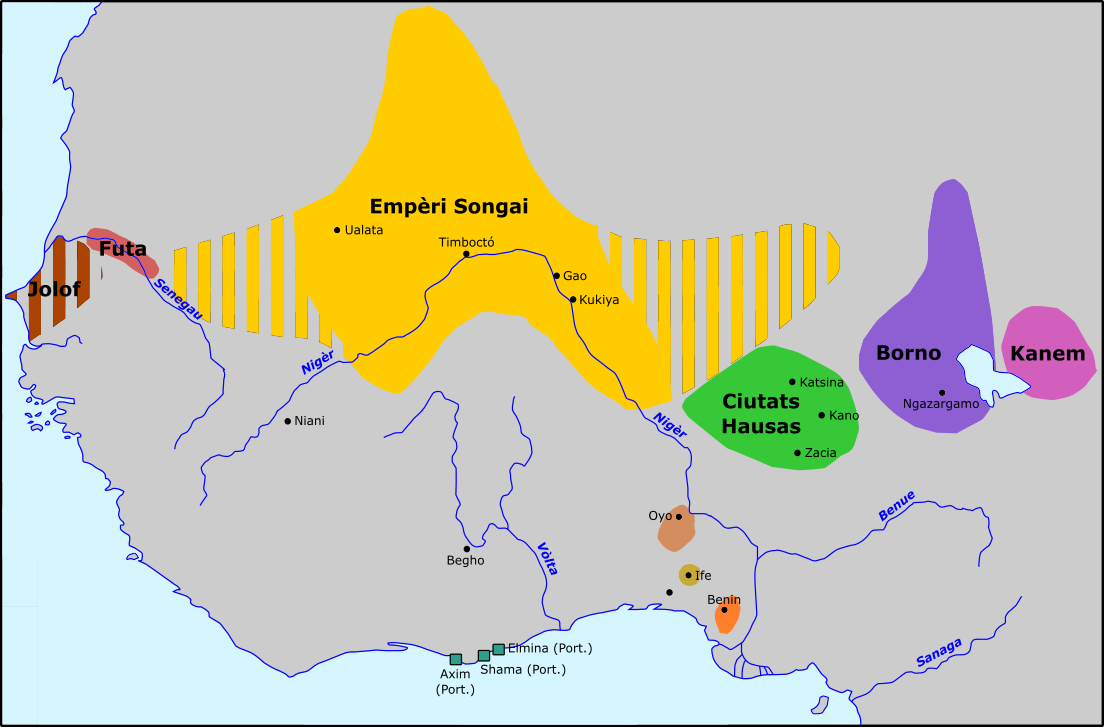
Los estados hausa en verde en la época del Imperio Songai.

Los reinos hausa comenzaron como siete estados con una mitología común, pues sus fundadores eran los hijos de una reina. Se los conoce como los bakwai hausa, que significa los «siete hausa». Estos estados eran:
- Daura: ¿?-1806
- Kano: 998-1807
- Katsina: hacia 1400-1805
- Zazzau (Zaria): hacia 1200-1808
- Gobir: hacia 1000-1808
- Rano: hacia 1000-¿década de 1800?
- Biram: hacia 1100-1805

## Banza Bakwai
El crecimiento y posteriores conquistas de los Bakwai hausa resultó en la fundación de un número adicional de estados, trazando los diferentes gobernantes su linaje hasta una concubina del padre hausa fundador, Bayajidda. Por eso se les conoce como Banza Bakwai, que significa Bastardo o Falso Siete. Los Banza Bakwai adoptaron muchas de las costumbres e instituciones de los Bakwai hausa, pero eran considerados como reinos copiados por la gente no hausa. Estos estados incluían los siguientes:
- Zamfara
- Kebbi
- Yauri (también llamado Yawuri)
- Gwari (también llamado Gwariland)
- Kororafa (un estado Jukun)
- Nupe (de la gente Nupe)
- Ilorin (un estado Yoruba)

## Historia

### Cénit
Los Reinos Hausa fueron mencionados por primera vez por Ya'qubi en el siglo IX y ya en el siglo XV eran centros comerciales que competían con el Kanem-Bornu y el Imperio Malí. Sus principales productos de exportación  eran esclavos, cuero, oro, telas, sal, nuez de kola, pieles de animales y henna. En varios momentos de su historia, los hausas consiguieron establecer un control central sobre sus estados, pero dicha unidad siempre ha resultado corta; las ciudades-Estado hausa funcionaban de modo independiente. Las rivalidades generalmente inhibieron la formación de una autoridad centralizada.. En el siglo XI, las conquistas iniciadas por Gijimasu de Kano culminaron con el nacimiento de la primera nación hausa unida bajo el mandato de la reina Amina, sultana de Zazzau, pero las graves rivalidades entre los estados provocaron periodos de dominación por parte de grandes potencias como los Songhai y los Kanem. Durante el reinado del rey Yaji I (1349-85) se introdujo por primera vez el Islam en el Kano. Muchos comerciantes y clérigos musulmanes venían de Malí, de la región del Volta, y más tarde del Songhay. El rey Yaji nombró a un Qadi e imán como parte de la administración estatal. Muhammad Rumfa (1463-99) construyó mezquitas y madrasas. También encargó a Muhammad al-Maghili que escribiera un tratado sobre el gobierno musulmán. Trajo a muchos otros eruditos de Egipto, Túnez y Marruecos. Esto convirtió a Kano en un centro de erudición musulmana. La islamización facilitó la expansión del comercio y fue la base de una red de comercialización ampliada. Los 'Ulama proporcionaban apoyo legal, garantías, salvoconductos, presentaciones y muchos otros servicios. A finales del siglo XV, Muhammad al-Korau, un clérigo, tomó el control de Katsina declarándose rey. Más tarde, los ulemas fueron traídos desde el norte de África y Egipto para residir en Katsina. Surgió una clase de 'Ulama bajo el patrocinio real. Los gobernantes hausas ayunaban durante el Ramadán, construían mezquitas, cumplían las cinco oraciones obligatorias y daban limosna (zakat) a los pobres. Ibrahim Maje (1549-66) fue un reformista islámico e instituyó el derecho matrimonial islámico en Katsina. En general, Hausalandia permaneció dividida entre la élite urbana cosmopolita musulmana y las comunidades rurales animistas locales.

### Caída

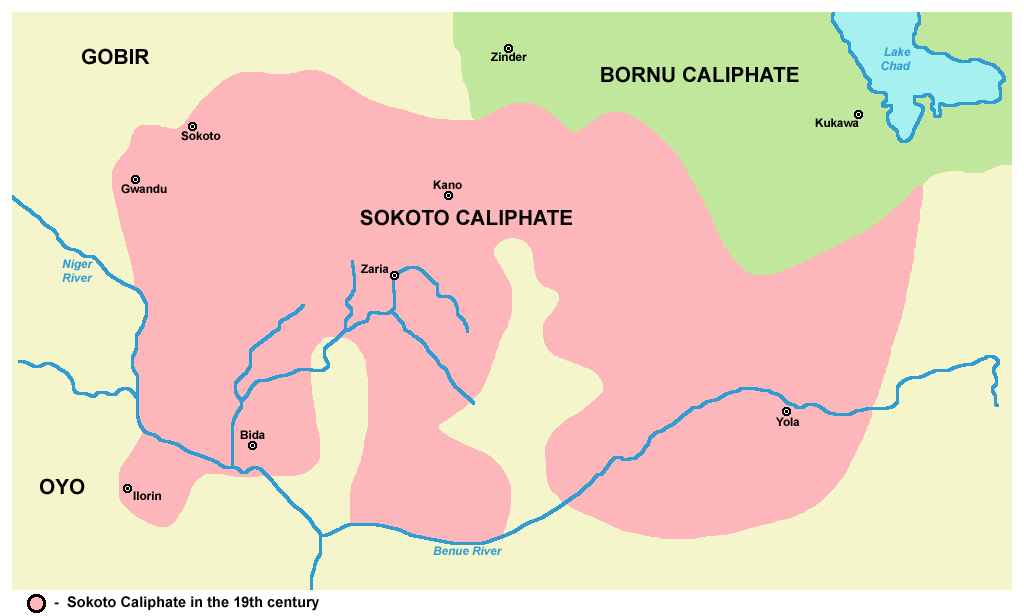
El Califato de Sokoto hausa-fulani en el.

A pesar de un crecimiento relativamente constante desde el siglo XV hasta el XVIII, los estados eran vulnerables a las constantes guerras internas y externas. En el siglo XVIII, estaban económica y políticamente agotados. Las hambrunas se hicieron muy comunes durante este periodo y los sultanes recurrieron a fuertes impuestos para financiar sus guerras. Aunque la gran mayoría de sus habitantes eran musulmanes, en el siglo XIX fueron conquistados por una mezcla de guerreros fulani y campesinos haussa, alegando sincretismo e injusticias sociales. En 1808, los estados hausas fueron finalmente conquistados por Usman dan Fodio e incorporados al Califato de Sokoto hausa-fulani.

## Historia de los estados Hausa desde la jihad Fulani

### La Jihad Fulani y sus consecuencias

#### Califato de Sokoto en elsigloXIX
En todos los estados hausa, el Islam encontró una fuerte resistencia por parte de los partidarios de la monarquía sagrada. Los funcionarios cuyos dioses sonoros pertenecían al partido de los dioses de Azna eran particularmente indomables. El erudito fulani Usman dan Fodio (1744-1817), que estuvo temporalmente activo en la corte real de Gobir, denunció la “mezcla” del Islam y el paganismo. Declaró la yihad a los reyes hausa en 1804. Sus comandantes atacaron los estados hausa individuales y Bornu con la ayuda de sus miembros de la tribu Fulani, de los cuales sólo una delgada clase alta estaba firmemente arraigada en el Islam, algunos aliados hausa y contingentes tuaregs consiguieron expulsar a todos los reyes hausa de sus capitales e instalar a líderes fulani en su lugar. En su zona ancestral en las afueras de Gobir, Usman dan Fodio fundó la nueva capital Sokoto, que dio nombre al Califato de Sokoto. Los miembros de las casas reales de Zaria, Katsina, Gobir y Daura pudieron huir y establecer gobernantes secundarios fuera del alcance de los Fulani. Los Fulani también tuvieron éxito inicialmente en Bornu, hasta que finalmente fracasaron debido a la resistencia de al-Kanemi. Dentro del califato de Sokoto, se produjo una división permanente del imperio en 1808 con el nombramiento de Abdullahi dan Fodio.(1808-1828), el hermano Usman dan Fodios, como Emir de Gwandu. En 1849, un descendiente de los Lekawa de Kebbi se levantó contra el gobierno del califato de Sokoto y estableció un imperio Kebbi independiente entre Sokoto y Gwandu, que también existe hasta el día de hoy.

#### Era colonial
Los británicos conquistaron el Imperio Sokoto en 1903 y lo incorporaron al Protectorado de Nigeria. Estabilizaron el nuevo equilibrio de poder creado por la yihad fulani. Sólo en Daura sacaron del poder al rey fulani y en 1906 instalaron al rey hausa Malam Musa (1904-1911) como gobernante de un reino reunificado de Daura. Como parte del proceso de modernización general, los reinos hausa quedaron en gran medida marginados de la administración moderna. Como padres de campo tradicionales, sus gobernantes continuaron gozando de un gran respeto entre la población. No ha cambiado mucho en este sentido, incluso después de que Nigeria y Níger obtuvieran su independencia en 1960. Hasta el día de hoy, los antiguos estados hausa se pueden encontrar como emiratos dentro de los estados del norte de Nigeria y como jefes de cantón dentro de los departamentos de la República de Níger. La frontera entre los dos estados modernos sigue en gran medida la frontera del califato de Sokoto, por lo que generalmente se pueden encontrar musulmanes menos estrictos al norte de la frontera que al sur.

#### Comercio precolonial
En el período precolonial, las ciudades hausa eran ampliamente conocidas por sus numerosos productos artesanales: tejidos y prendas de vestir, cuero curtido y artículos de cuero, armas y otros productos de hierro. Estos bienes, así como los esclavos, se exportaban en ocasiones al norte de África. Del norte se importaban caballos, armas, telas, ropa y otros productos manufacturados. También fue importante el comercio de la sal de las salinas del Sahara. También hubo un fuerte comercio de nueces de cola del Imperio Ashanti. Además de los Wangara, los actuales Diula del territorio mandinga, los Hausa eran los comerciantes más famosos de África Occidental. El islam fomentó su cohesión y su movilidad. Cuando estaban en el extranjero, la mayoría de las veces se asentaban en sus propios suburbios en las afueras de las ciudades extranjeras.